# اعتدال پاییزی
| تاریخ و زمان (به وقت ایران) انقلابین و اعتدالین روی زمین | تاریخ و زمان (به وقت ایران) انقلابین و اعتدالین روی زمین | تاریخ و زمان (به وقت ایران) انقلابین و اعتدالین روی زمین | تاریخ و زمان (به وقت ایران) انقلابین و اعتدالین روی زمین | تاریخ و زمان (به وقت ایران) انقلابین و اعتدالین روی زمین | تاریخ و زمان (به وقت ایران) انقلابین و اعتدالین روی زمین | تاریخ و زمان (به وقت ایران) انقلابین و اعتدالین روی زمین | تاریخ و زمان (به وقت ایران) انقلابین و اعتدالین روی زمین | تاریخ و زمان (به وقت ایران) انقلابین و اعتدالین روی زمین |
| زمان                                                     | اعتدال بهاری                                             | اعتدال بهاری                                             | انقلاب تابستانی                                          | انقلاب تابستانی                                          | اعتدال پاییزی                                            | اعتدال پاییزی                                            | انقلاب زمستانی                                           | انقلاب زمستانی                                           |
| ماه                                                      | اسفند/ فروردین                                           | اسفند/ فروردین                                           | خرداد/ تیر                                               | خرداد/ تیر                                               | شهریور/ مهر                                              | شهریور/ مهر                                              | آذر/ دی                                                  | آذر/ دی                                                  |
| سال                                                      |                                                          |                                                          |                                                          |                                                          |                                                          |                                                          |                                                          |                                                          |
| سال                                                      | روز                                                      | ساعت                                                     | روز                                                      | ساعت                                                     | روز                                                      | ساعت                                                     | روز                                                      | ساعت                                                     |
| -------------------------------------------------------- | -------------------------------------------------------- | -------------------------------------------------------- | -------------------------------------------------------- | -------------------------------------------------------- | -------------------------------------------------------- | -------------------------------------------------------- | -------------------------------------------------------- | -------------------------------------------------------- |
| ۱۴۰۰                                                     | ۳۰                                                       | ۱۳:۰۷                                                    | ۳۱                                                       | ۰۷:۰۲                                                    | ۳۱                                                       | ۲۲:۵۱                                                    | ۳۰                                                       | ۱۹:۲۹                                                    |
| ۱۴۰۱                                                     | ۲۹                                                       | ۱۹:۰۳                                                    | ۳۱                                                       | ۱۲:۴۴                                                    | ۱                                                        | ۰۴:۳۴                                                    | ۱                                                        | ۰۱:۱۸                                                    |
| ۱۴۰۲                                                     | ۱                                                        | ۰۰:۵۴                                                    | ۳۱                                                       | ۱۸:۲۸                                                    | ۱                                                        | ۱۰:۲۰                                                    | ۱                                                        | ۰۶:۵۷                                                    |
| ۱۴۰۳                                                     | ۱                                                        | ۰۶:۳۷                                                    | ۱                                                        | ۰۰:۲۱                                                    | ۱                                                        | ۱۶:۱۴                                                    | ۱                                                        | ۱۲:۵۰                                                    |
| ۱۴۰۴                                                     | ۳۰                                                       | ۱۲:۳۲                                                    | ۳۱                                                       | ۰۶:۱۲                                                    | ۳۱                                                       | ۲۱:۵۰                                                    | ۳۰                                                       | ۱۸:۳۳                                                    |
| ۱۴۰۵                                                     | ۲۹                                                       | ۱۷:۴۶                                                    | ۳۱                                                       | ۱۱:۵۵                                                    | ۱                                                        | ۰۳:۳۶                                                    | ۱                                                        | ۰۰:۲۰                                                    |

| ساعت | ۰۰:۰۷ | ۱۸:۰۳ | ۰۹:۴۴ | ۰۶:۱۳ |

اعتدال پاییزی یا برابران پاییزی، (در نیم‌کرهٔ شمالی) در ستاره‌شناسی به لحظه‌ای گفته می‌شود که خورشید از دید ناظر زمینی از صفحهٔ استوای سماوی می‌گذرد و سپس حرکت خود را به سمت جنوب آسمان در پیش می‌گیرد. اعتدال پاییزی یکی از دو اعتدالین زمین است که در هر سال رخ می‌دهد (اعتدال دیگر اعتدال بهاری است).

جابجایی و گردش زمین به دور خورشید در هر سال باعث می‌شود تا ناظر زمینی تصور کند که خورشید روی یک مدار دایره‌ای (دایرةالبروج) که با مدار استوای زمین ۲۳٫۵ درجه اختلاف دارد، به دور سیاره ما حرکت می‌کند. در این میان چهار نقطه از مدار فرضی حرکت خورشید به دور زمین بسیار مهم می‌شود. دو نقطه اعتدال بهاری و پاییزی که محل تلاقی دو مدار حرکت ظاهری خورشید به دور زمین و دایره استوای سماوی است و دو نقطه انقلاب تابستانی و زمستانی که به نظر می‌رسد خورشید در بیشترین فاصله زاویه‌ای نسبت به استوای سماوی قرار می‌گیرد.
اعتدال پاییزی در نیم‌کرهٔ شمالی تقریباً ۱ مهر «۲۳ سپتامبر» (لحظهٔ متوسط سالانة آن یکم مهر ساعت ۰۹:۴۴ (ایران)) و هم‌زمان با آغاز فصل پاییز است، درحالیکه همین زمان در نیم‌کرهٔ جنوبی آغاز بهار و لحظهٔ اعتدال بهاری است و بالعکس.

## جشن مهرگان
بنا بر افسانه‌ها و شاهنامه فردوسی، فریدون پس از پیروزی بر ضحاک و در بند کشیدن او؛ در یکم مهر ماه بر تخت شاهی نشست و دستور داد تا به این مناسبت جشنی بر پا کنند که به نام مهرگان شناخته شد. شاهنامه ماه مهر و مهرگان را یادگار او می‌داند:
| فریدون چو شد بر جهان کامگار  |  | ندانست جز خویشتن شهریار     |
| به رسم کیان تاج و تخت مهی    |  | بیاراست با کاخ شاهنشهی      |
| به روز خجسته سر مهرماه       |  | به سر برنهاد آن کیانی کلاه  |
| زمانه بی‌اندوه گشت از بدی     |  | گرفتند هر کس ره ایزدی       |
| دل از داوری‌ها بپرداختند      |  | به آیین یکی جشن نو ساختند   |
| نشستند فرزانگان شادکام       |  | گرفتند هر یک ز یاقوت جام    |
| می روشن و چهرهٔ شاه نو        |  | جهان نو ز داد و سر ماه نو   |
| بفرمود تا آتش افروختند       |  | همه عنبر و زعفران سوختند    |
| پرستیدن مهرگان دین اوست      |  | تن‌آسانی و خوردن آیین اوست   |
| اگر یادگار است از او ماه مهر |  | بکوش و به رنج ایچ منمای چهر |

## جشن سر میزان و اعتدال پاییزی
در خراسان یکی از مهم‌ترین جشنهای سنتی، جشن سر میزو یا جشن اول میزان بوده که یکم مهر آغاز آن بوده‌است. در قدیم کشاورزان با آغاز فصل سرما و پایان چرای علوفه ناچار بودند قوچ، بز نر و حتی گاو نر را، که بیش‌تر کاربرد پرواری دارد، سر ببرند؛ زیرا با آغاز زمستان گیاه کافی برای خوراک وجود نداشته‌است. پس به ناچار چارپایان پرواری ذبح می‌شدند که به این کار پرواربندی و جشن غلیه کنان می‌گفتند و گوشت آن را قیمه و کاملاً خشک می‌کردند، نمک‌سود می‌کردند و در کیسه‌ای در محلی بلند آویزان می‌کردند تا در طول پاییز و زمستان از گوشت آن برای خوراک خود استفاده کنند. سایر دام‌ها برای زاد و ولد نگهداری می‌شدند. در این فصل موقع جفت‌گیری نیز به پایان می‌رسید و دام‌ها در اوایل بهار نوزاد خود را به دنیا می‌آوردند.

## تقویم ام‌القری عربستان سعودی
در عربستان سعودی، تقویمی قمری با نام ام‌القری وجود دارد که به آن تقویمی خورشیدی با مبدأ هجرت پیامبر اسلام از مکه به مدینه ضمیمه شده‌است که آغاز آن با اعتدال پاییزی است.

## نگارخانه

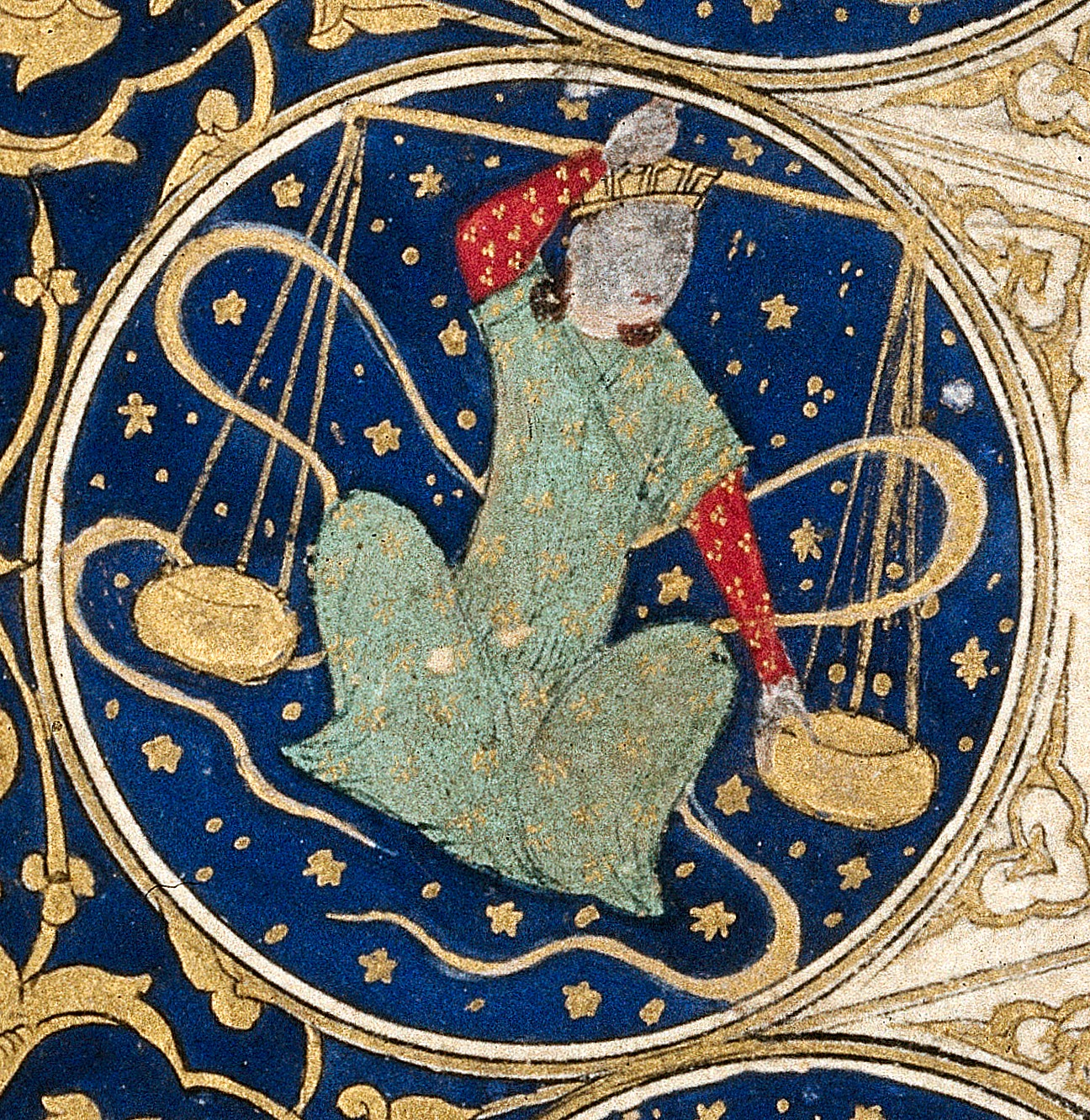
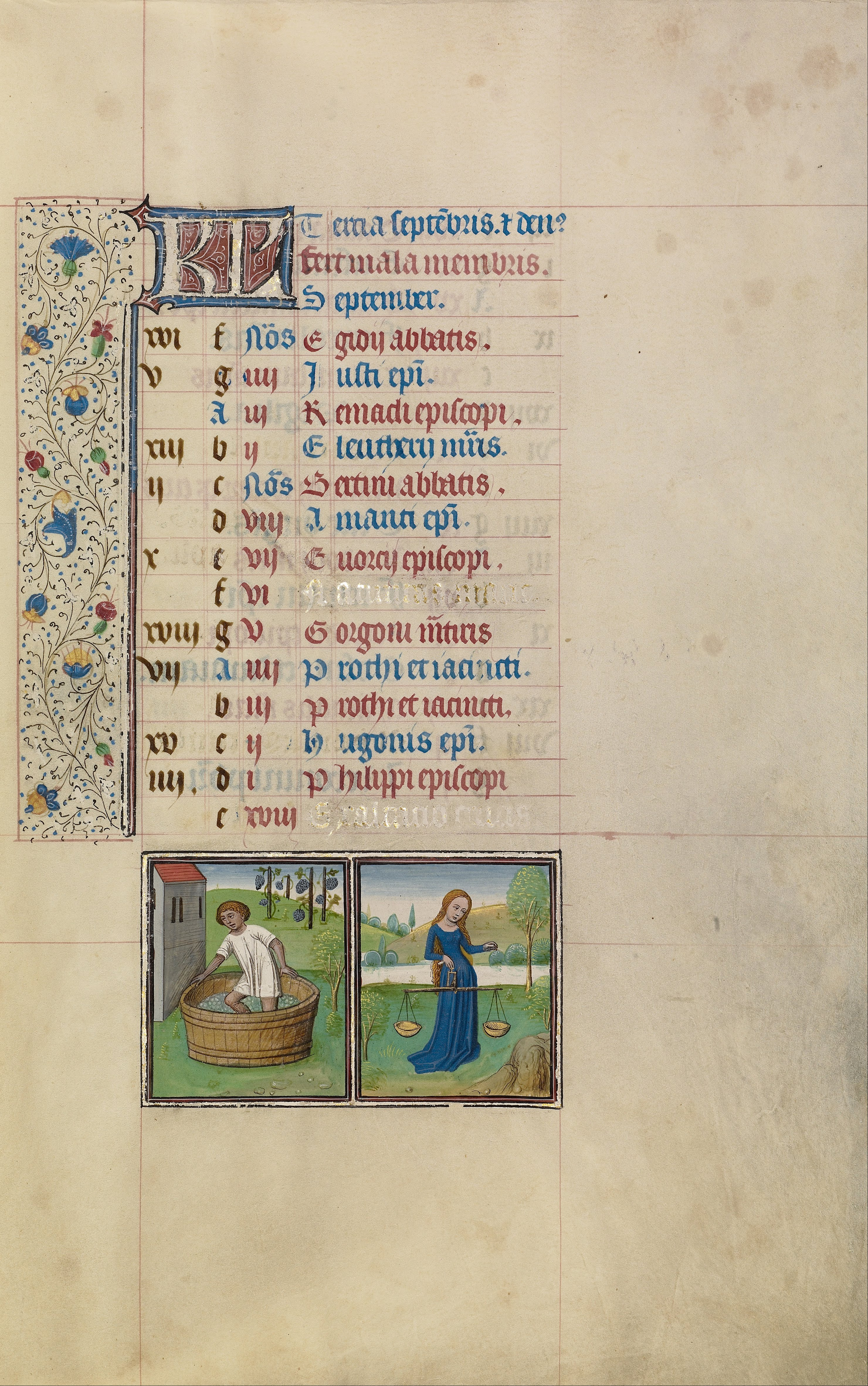
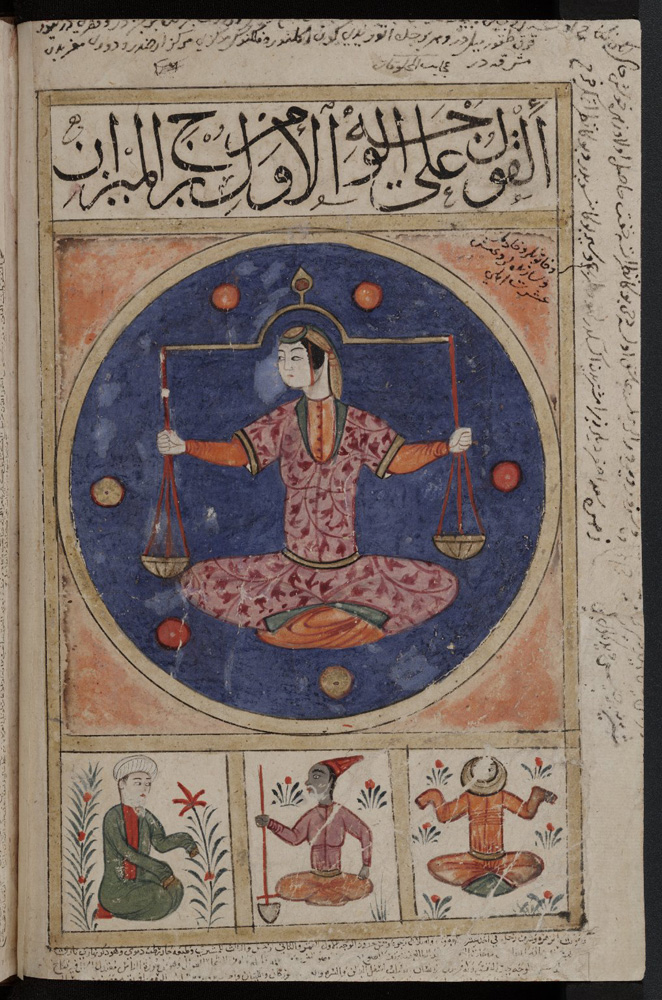
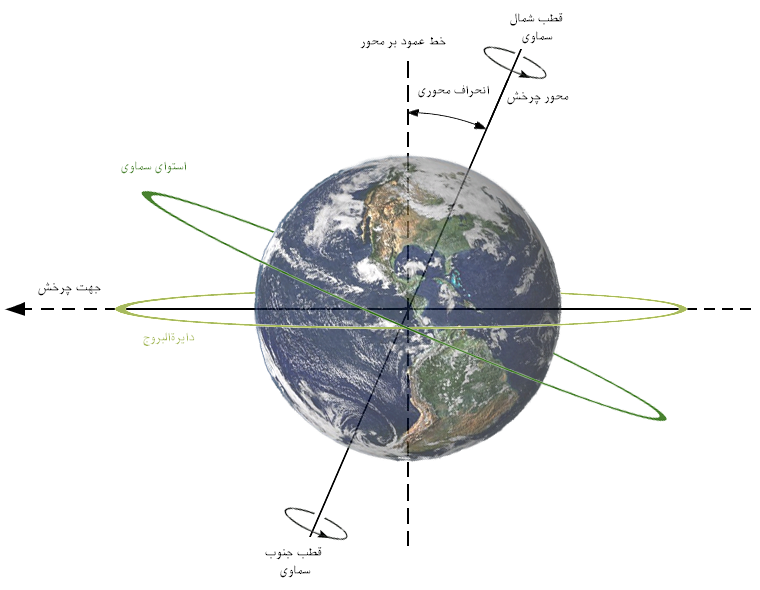
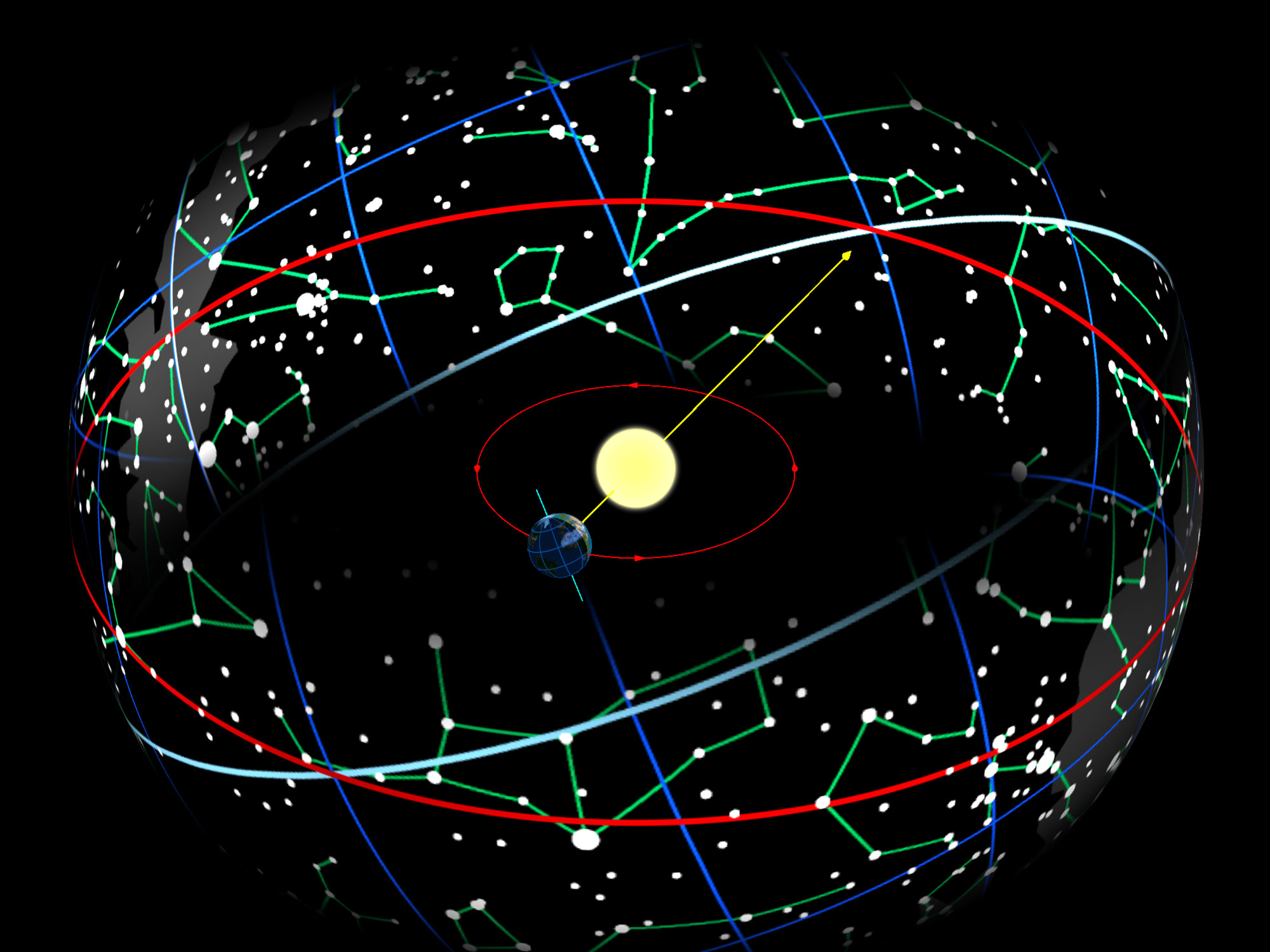
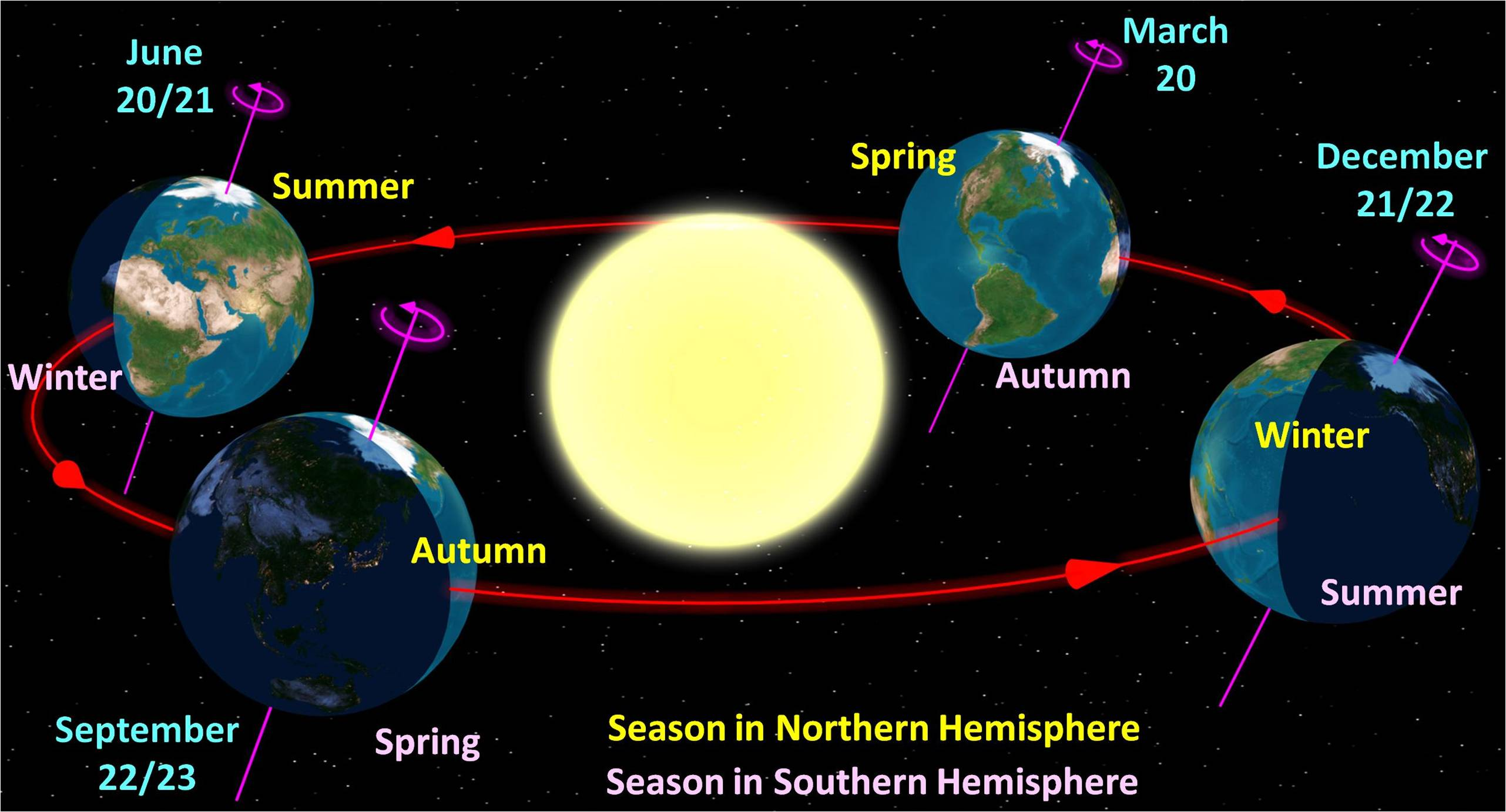
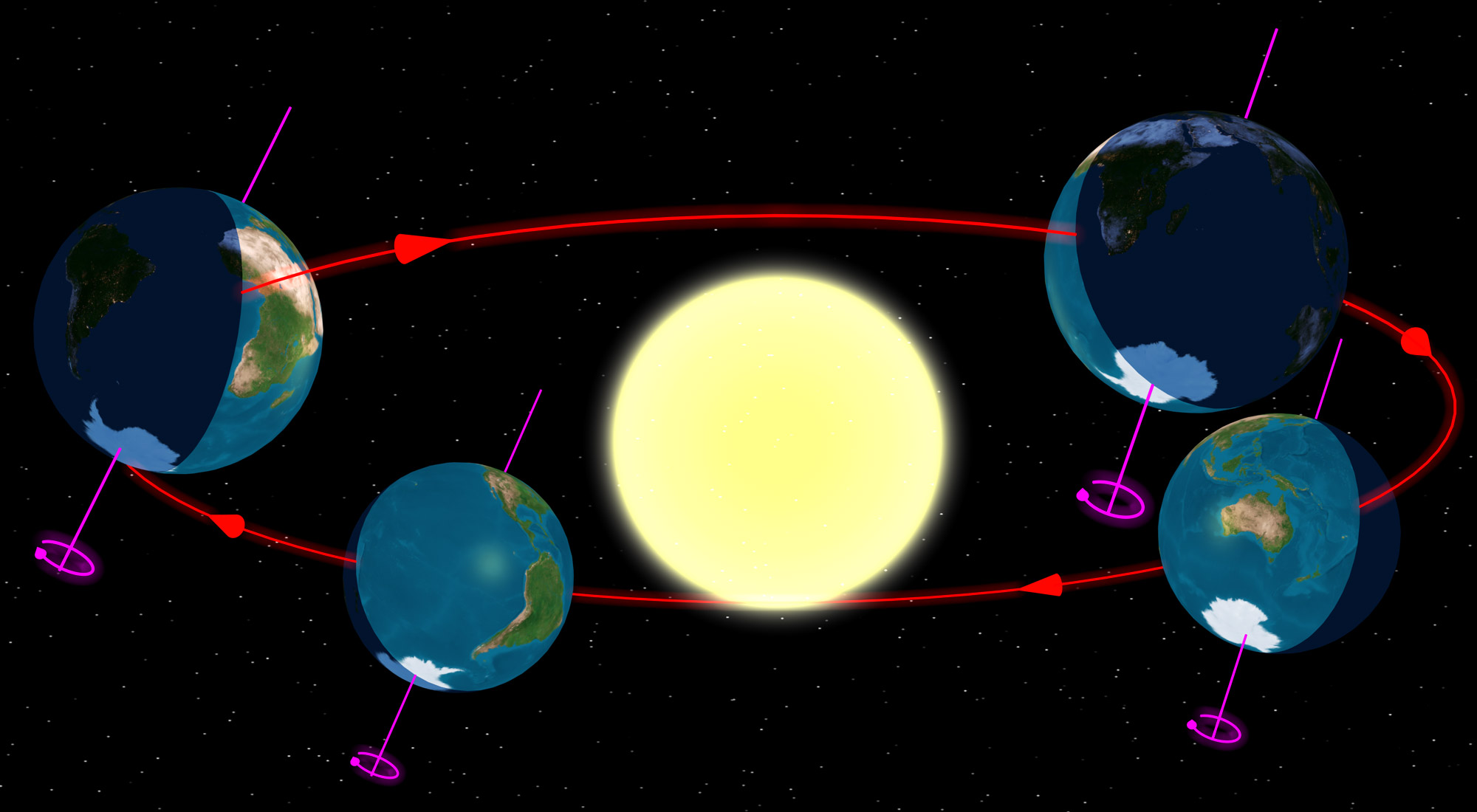
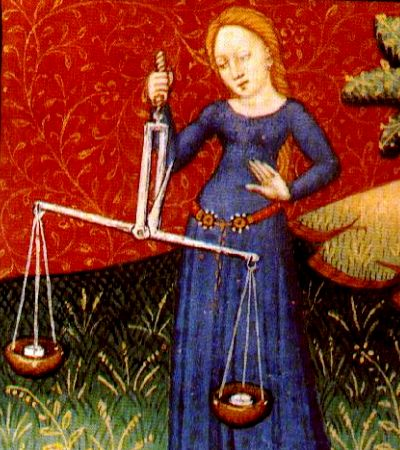